# Pierre Gauchat
Pierre Gauchat, né le 5 janvier 1902 à Zurich et mort le 25 février 1956  au Caire, est un graphiste, affichiste, illustrateur et enseignant suisse.

## Biographie

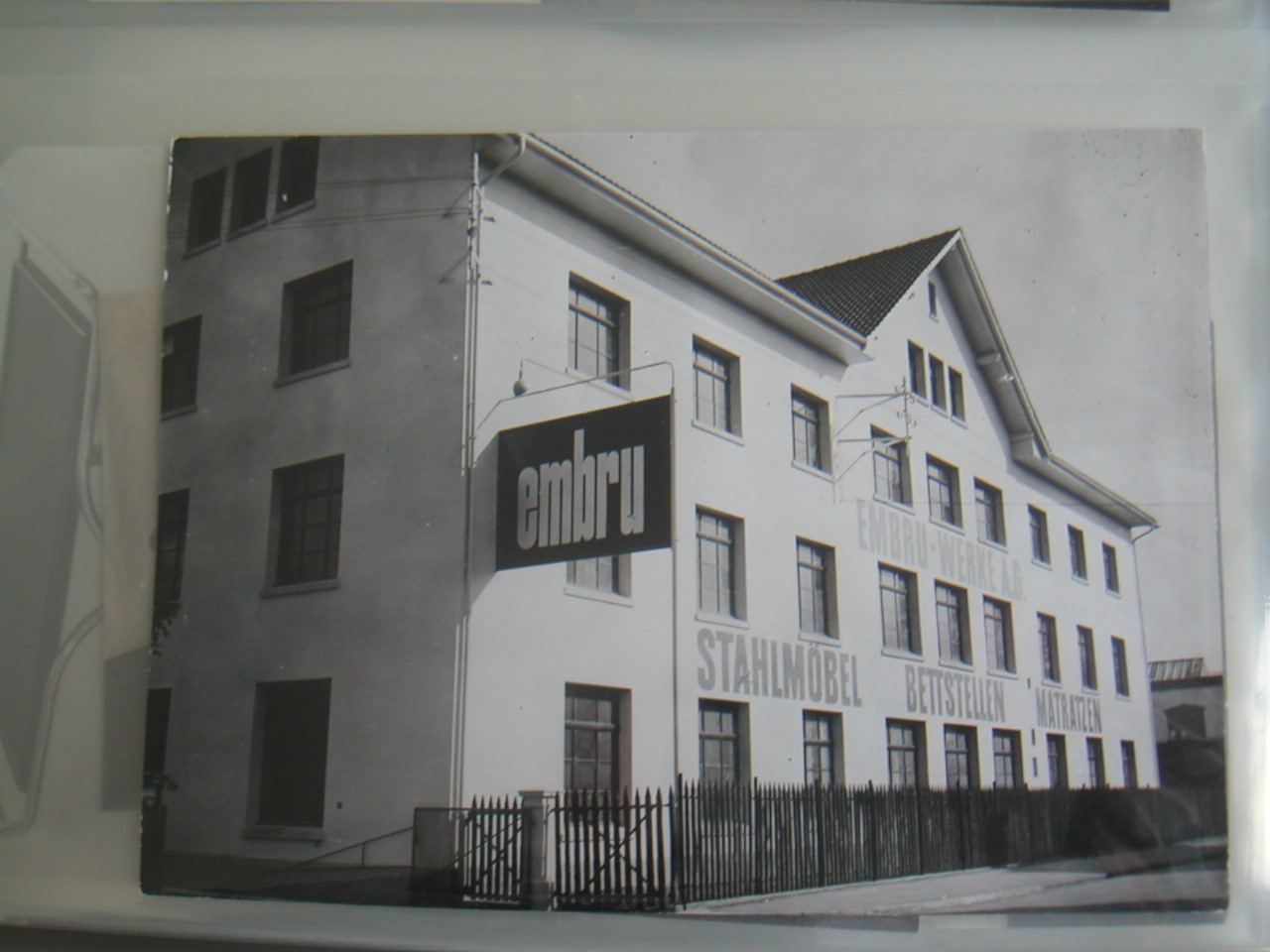
Vue de l'usine de meubles Embru à Zurich (1933), avec le logo dessiné par Gauchat.

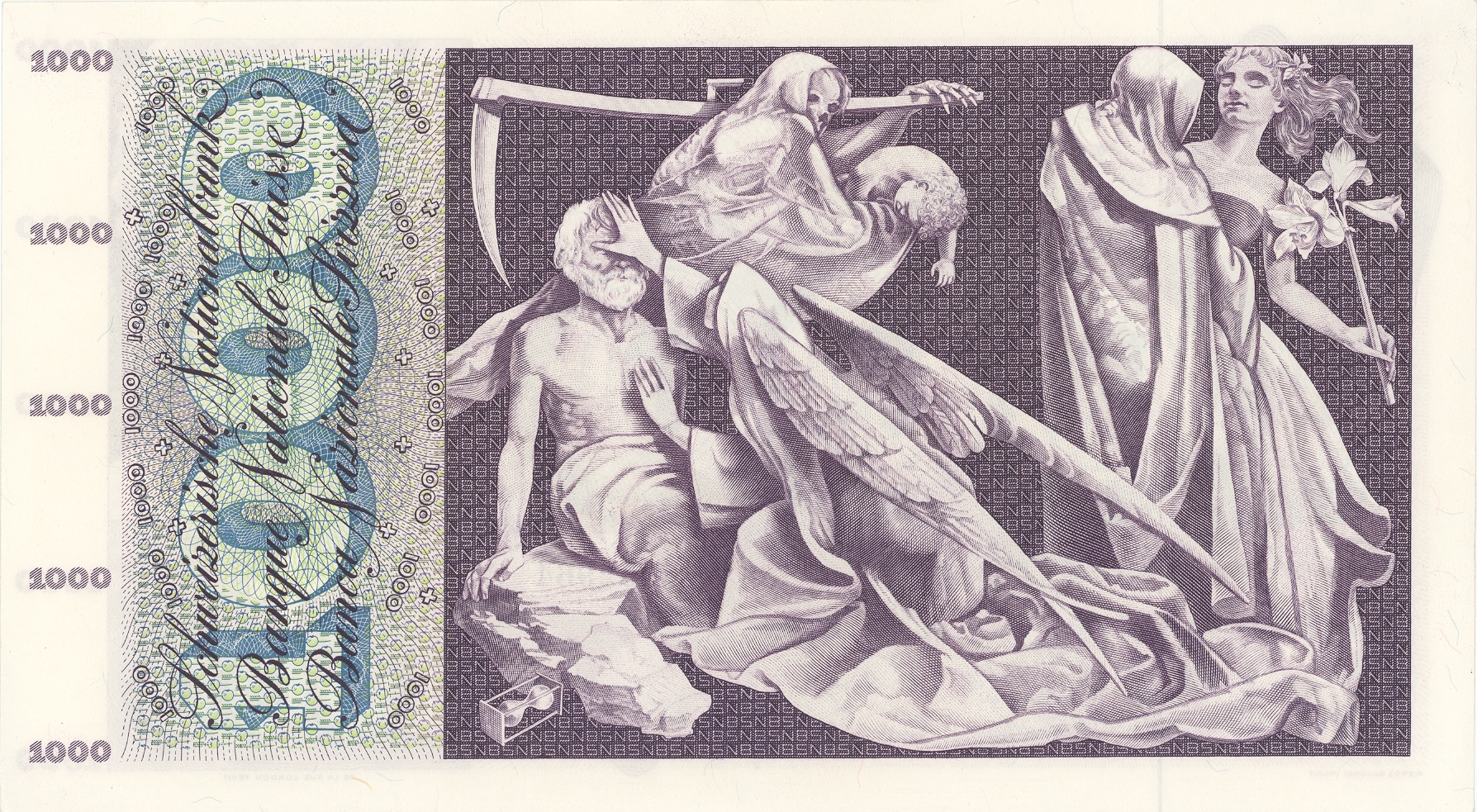
Verso du billet de 1000 francs suisses émis en 1956, une danse macabre signée Pierre Gauchat.

Né dans un milieu protestant originaire de Lignières (Neuchâtel), fils du linguiste Louis Gauchat, Pierre Gauchat suit d'abord les cours de l'École des arts appliqués de Zurich (1916-1920) dans les classes d'Otto Baumberger et d'Ernst Keller, puis à la Kunstgewerbeschule de Munich (1921) sous la direction de Fritz Helmuth Ehmcke. Il se lie au peintre Heinrich Altherr. De retour à Zurich, il entre comme assistant chez l'imprimeur Orell Füssli puis ouvre son propre atelier de graphiste. Il exercera pratiquement toute sa vie dans cette ville.
Il commence à produire des affiches lithographiées, dont la plus fameuse reste Bally (1935), qui obéissent à la règle « un objet, un mot » inventée par Lucian Bernhard. S'il s'inscrit dans la lignée du Plakatstile allemand d'avant guerre, il intègre les découvertes du Bauhaus, notamment les travaux d'Herbert Bayer et de la Nouvelle Vision. Il est le contemporain du théoricien de la nouvelle typographie, Jan Tschichold.
Tout en enseignant le dessin à l'école d'art de Zurich de 1926 à 1945, il devient le directeur artistique des magasins Embru (mobilier), puis après 1935 de Wohnbedarf (habitat moderne), développant leurs images, leur charte graphique et composant leurs catalogues. Il reçoit des commandes de nombreux éditeurs pour des couvertures d'ouvrages, produit également des illustrations issues de dessins à la plume.
En 1937, il réalise le bureau d'information du pavillon suisse de l'Exposition universelle de Paris, puis en 1939, une partie de l'identité graphique de la Landesausstellung (surnommée Landi) de Zurich, très orientée « patrimoine et valeurs ancestrales ». Il esquisse également une version du tampon sigillaire de la ville de Zürich, homologué par arrêté du Conseil de la ville le 11 décembre 1953. 
De 1943 à 1947, il est président de l'Association suisse des graphistes dont il fut le cofondateur. 
Il réalise en 1943 la mise en page de la couverture du livre Fabrik du photographe zurichois Jakob Tuggener.
En 1948, la Banque nationale suisse lance un concours pour renouveler sa gamme de billets de banque : Gauchat l'emporte, et fournit les illustrations pour les coupures de 1 000, 500, 100 et 50 francs, dont une danse des morts et une fontaine de jouvence.
Pierre Gauchat meurt au Caire à l’âge de 54 ans, le 25 février 1956. Une rétrospective lui est consacrée à Zurich en 1960.

## Affiches
- Bally, 1935, collection du MoMA
- Riri, 1946
- Voyagez !, 1947
- Olma St. Gallen, 1950
- ...immer Oscar Weber, s.d.

## Livres illustrés
- H. Brockmann-Jerosch, La maison paysanne suisse : ses origines, sa construction, ses types, 60 dessins à la plume, 1933
- Octave Aubry, Napoléon, Zurich, Eugen Rentsch, 1939
- Die Embru-Werke A. G., Bâle, Glättli, vers 1940
- Pierre Gauchat, Marionnettes, introduction d'Edwin Arnet, Zurich, Eugen Rentsch, 1949